# Andrzej Janeczek
Andrzej Janeczek (ur. 19 marca 1969 w Sulechowie) – polski piłkarz grający na pozycji obrońcy, od 21 czerwca 2007 był grającym trenerem Obry Zbąszyń, a następnie od 7 lipca 2008 został trenerem czwartoligowej Dyskobolii Grodzisk Wielkopolski.
Wcześniej grał w Lechu Poznań, Sokole Pniewy, Miedzi Legnica, Zagłębiu Lubin, Górniku Konin, Dyskobolii Grodzisk Wielkopolski, Unii Janikowo, a także w  Polonii Nowy Tomyśl.

## Kariera ligowa
W polskiej I lidze rozegrał 137 meczów (14 w Lechu, 13 w Sokole, 15 w Zagłębiu i 95 w Dyskobolii) i strzelił 1 bramkę w barwach Sokoła. W barwach Lecha Poznań dwukrotnie zdobywał Mistrzostwo Polski - 1989/90 i 1991/92. Szczególnie ciekawie prezentowała się jego kariera w Dyskobolii. Występował w niej od rundy jesiennej sezonu 1996/97 aż do końca rundy jesiennej sezonu 2002/03. Rozegrał w niej 95 spotkań pierwszoligowych.